# Bellmanlotteriet
Bellmanlotteriet presenterades 1971 av Svenska penninglotteriet AB för att fira 200-årsminnet av Gustav III:s Kongliga Nummerlotterie. Det fick sitt namn efter sekreteraren i detta nummerlotteri, skalden Carl Michael Bellman. Den hade från 1979 en skrapdel. Lotteriet lades ner i mitten av 1990-talet.